# Julia Lehmann

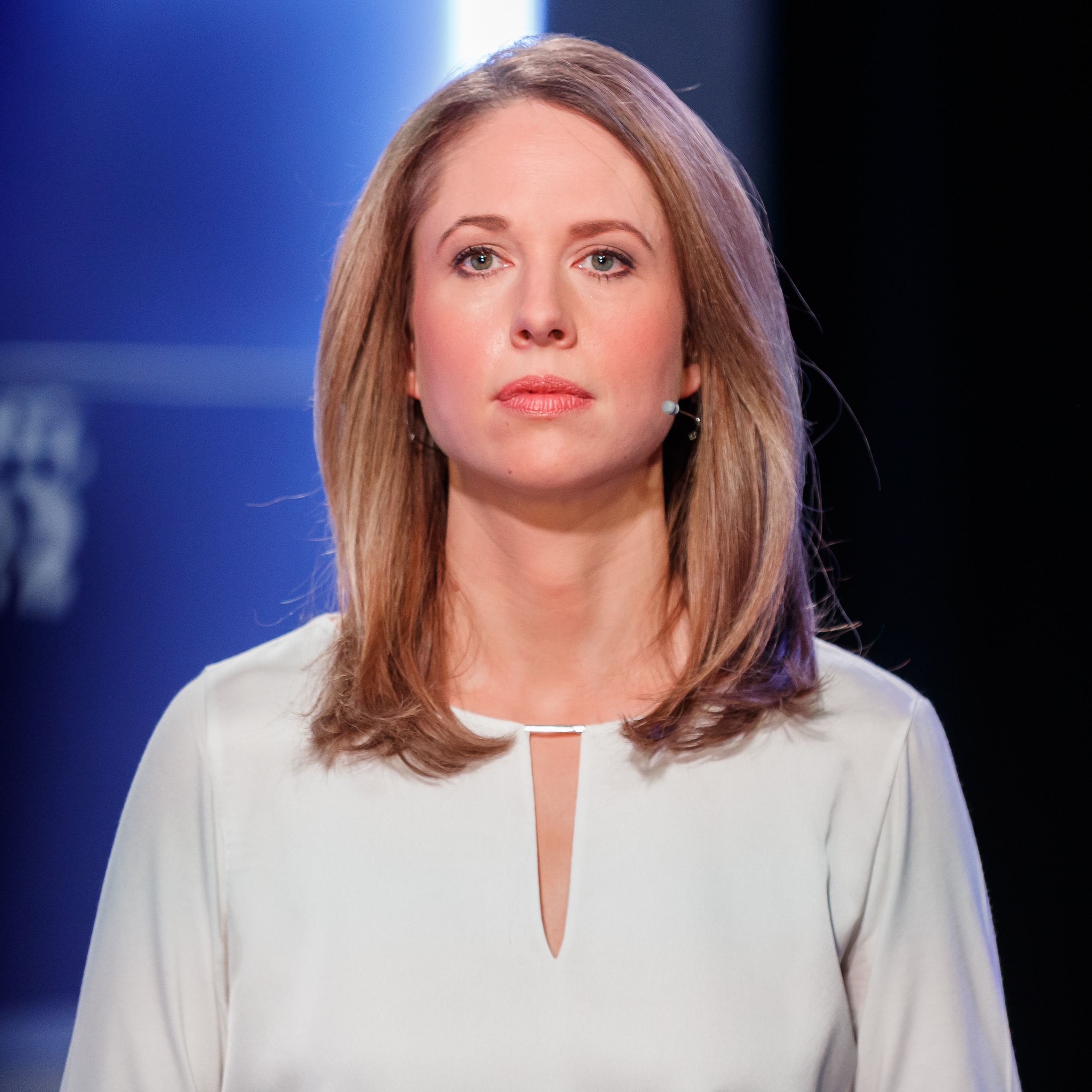
Julia Lehmann (2022)

Julia Lehmann (* 1984 in Ludwigsburg) ist eine deutsche Fernsehmoderatorin und Reporterin beim saarländischen Rundfunk (SR).

## Leben und Wirken
Lehmann studierte in Mannheim Sozialwissenschaften. Während ihres Studiums arbeitete sie beim Hörfunk des Campusradios und bei SBS-Radio in Australien. Anschließend war sie im Printjournalismus tätig und schrieb für Zeitungen in Berlin und Mannheim.
Nach dem Studium absolvierte sie im Jahr 2010 ein Volontariat beim Saarländischen Rundfunk (SR), von dem sie schließlich auch übernommen wurde. Anschließend etablierte sie sich unter anderem als Moderatorin bei der regionalen Nachrichtensendung Aktueller Bericht, die im Dritten Fernsehprogramm des SR ausgestrahlt wird. Im März 2022 moderierte sie die Wahlberichterstattung über die Landtagswahl im Saarland 2022 im SR Fernsehen.
Seit Dezember 2022 präsentiert Lehmann die Plusminus-Ausgaben des Saarländischen Rundfunks im Ersten.